# Stavøya (Røst)
Pour les articles homonymes, voir Stavøya.
Stavøya est une petite île de Norvège située dans la commune de Røst dans la mer de Norvège. 